# 第35混成航空飛行隊 (ウクライナ空軍)
第35混成航空飛行隊(ウクライナ語: 35-та змішана авіаційна ескадрилья)は、ウクライナ空軍の第456輸送航空旅団隷下の部隊。作戦上はウクライナ特殊作戦軍指揮下。

## 歴史
2019年12月、共同指令(ウクライナ特殊作戦軍司令官の命令、およびウクライナ空軍司令官の命令)に従って、第456輸送航空旅団の一部として第35混合航空飛行隊が創設された。 第456輸送航空旅団隷下であるが、作戦上はウクライナ特殊作戦軍に属している。この飛行隊の最初の飛行は1月8日から9日に予定されている。

## 装備
2020年末までに、同飛行隊にMi-2およびMi-8回転翼機とAn-26輸送機を装備することが計画されている。 2020年以降、Mi-24戦闘回転翼機が飛行隊に装備される。

## 飛行隊長
アンドルシュコ・ボフダン・ヴィクトロヴィッチ (2020 – 202?)